# Tetralophozia filiformis
Tetralophozia filiformis là một loài rêu trong họ Anastrophyllaceae. Loài này được Stephani Urmi mô tả khoa học đầu tiên năm 1983.